# Isola di Scariff
L'isola di Scariff è una piccola isola situata al largo della baia di Kenmare, nel sud-ovest della Contea di Kerry, in Irlanda.

## Descrizione
L'isola è lunga 2 km e larga 1,2.

## Morfologia
L'isola dista 700 metri dalla vicina Isola di Deenish e 4,7 km dalla terraferma. Si erge da una formazione montuosa il cui apice, a sud-ovest, raggiunge i 252 m. s.l.m. Nonostante siano stati trovati i resti di antichi pozzi, non è confermata la presenza di sorgenti di acqua dolce sull'isola.

## Curiosità
L'isola è disabitata ed è raggiungibile solo da imbarcazioni private. In passato fu abitata da dei monaci, come mostrano i resti di alcune edificazioni presenti. Secondo credenze locali la colonizzazione dell'isola terminò a causa di un'infezione di morbillo diffusasi tra i bambini.